# کووتی (منطقه تربیچ)
کووتی (به چکی: Kouty) یک منطقهٔ مسکونی در جمهوری چک است که در منطقه تربیچ واقع شده‌است.
 کووتی ۸٫۳۳ کیلومتر مربع مساحت و ۳۷۹ نفر جمعیت دارد و ۵۵۰ متر بالاتر از سطح دریا واقع شده‌است.